# Gîte d'étape
Le Gîte d'étape (in italiano Casa di tappa) sono installazioni alberghiere professionali in un villaggio o una frazione isolata lungo un sentiero, circondate da un ambiente naturale o culturale e sono gestite sia da privati che dai comuni e sono presenti nella Francia metropolitana e nei Dipartimenti d'oltremare della Guadalupa, Martinica e Riunione e in Belgio. In Belgio sono talvolta indicati in olandese come Stopover e in tedesco Zwischenlandung nelle parti olandofone e germanofone del territorio nazionale. 

## Galleria d'immagini

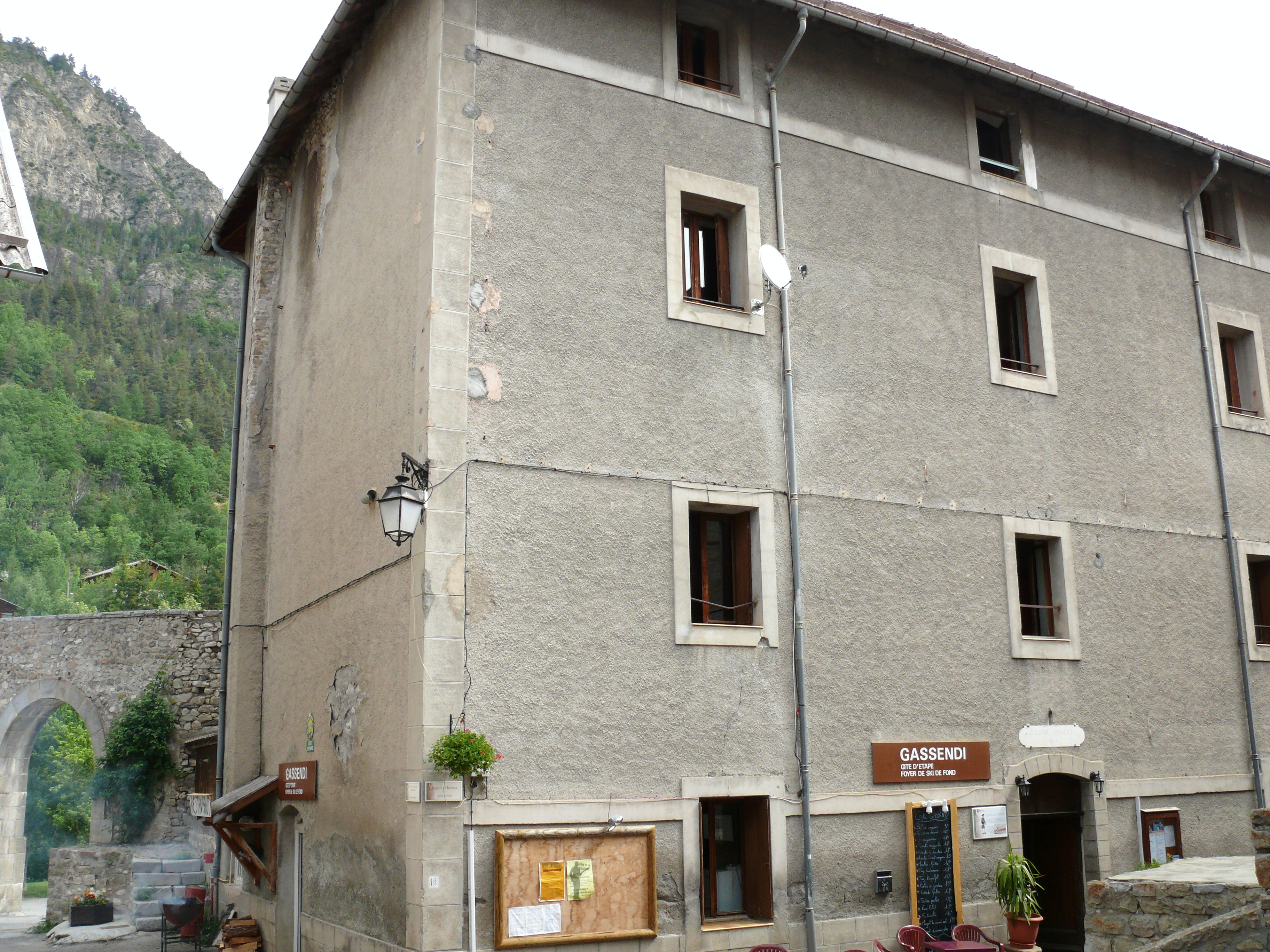
Gîte d'étape a Colmar (Alsazia)
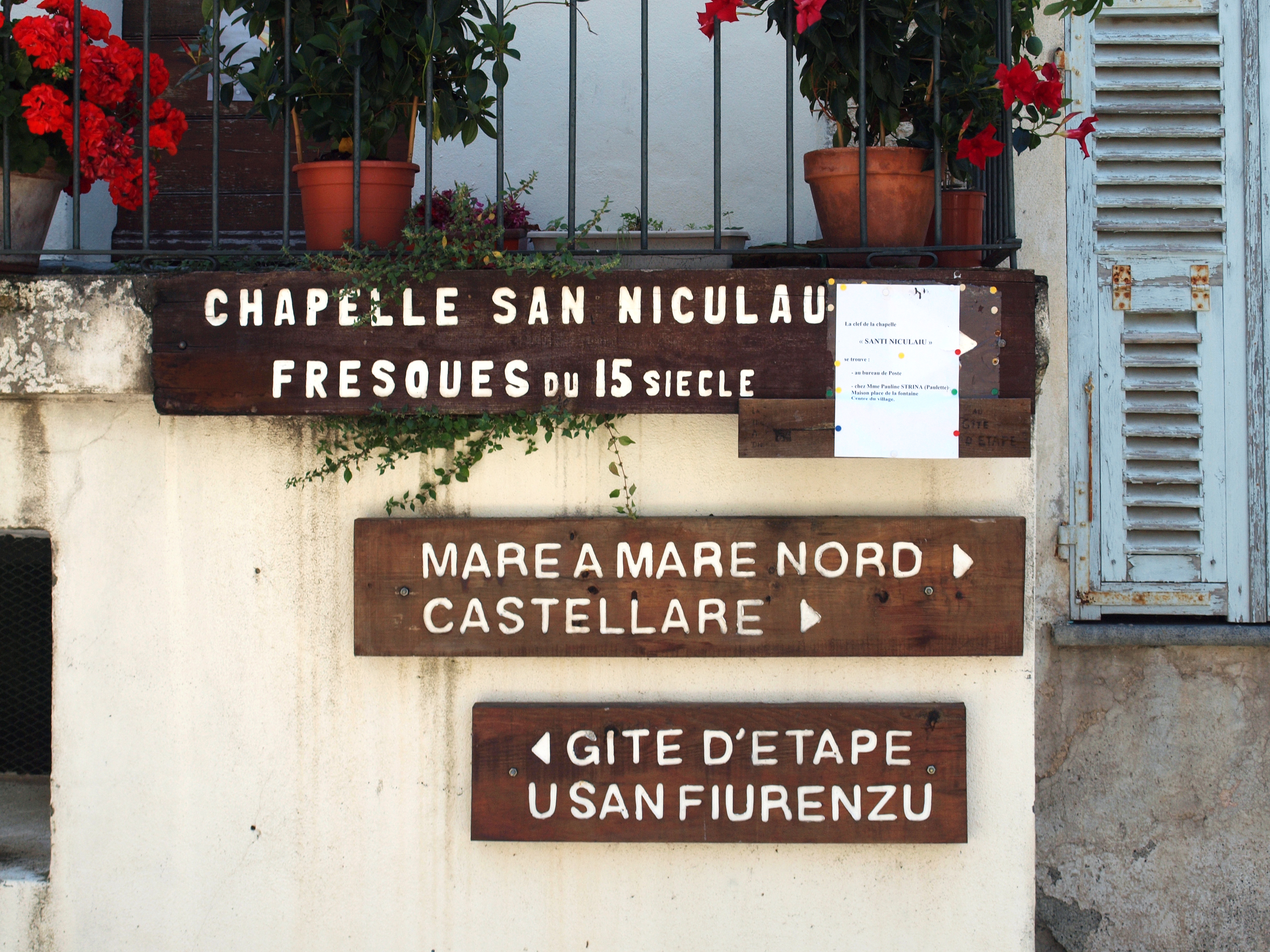
Indicazioni sulla Gîte d'étape a Sermano (Corsica)
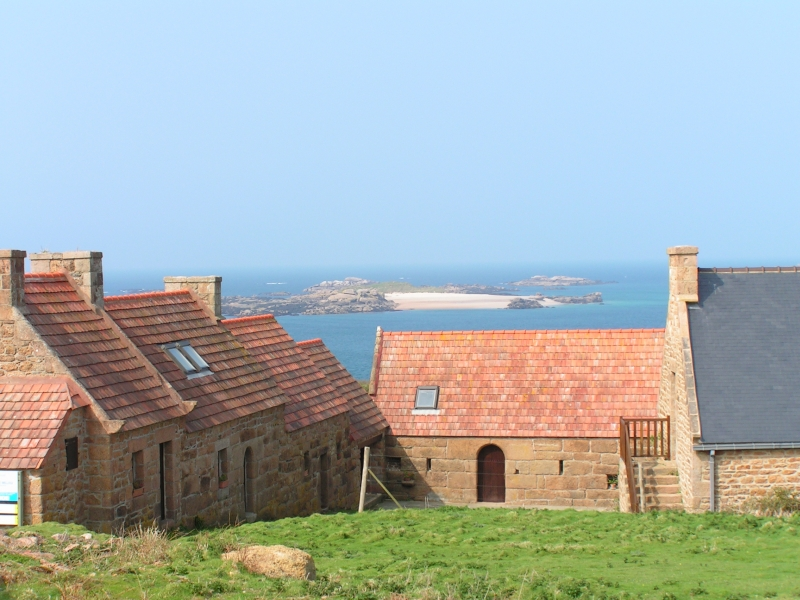
Gîte d'étape a Trébeurden (Bretagna)
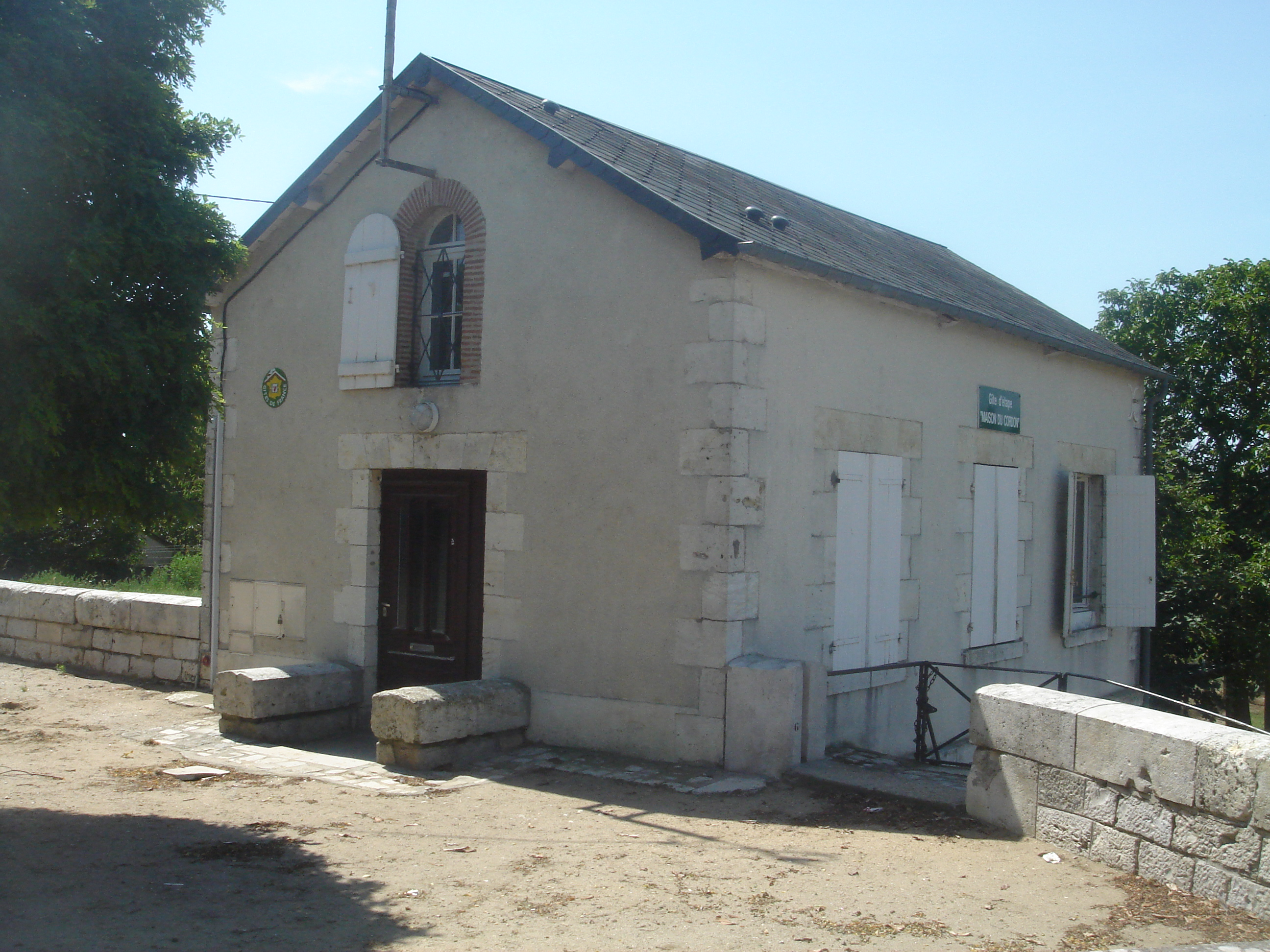
Giîte d'étape a Jargeau (Centro)